# Malaxis madagascariensis
Malaxis madagascariensis är en orkidéart som först beskrevs av Johannes Christoph Klinge, och fick sitt nu gällande namn av Victor Samuel Summerhayes. Malaxis madagascariensis ingår i släktet knottblomstersläktet, och familjen orkidéer. Inga underarter finns listade i Catalogue of Life.